# Igreja do Carmo (Faro)
A Igreja da Ordem Terceira de Nossa Senhora do Monte do Carmo ou Igreja do Carmo é um monumento religioso situado no Largo do Carmo, cidade de Faro. Encontra-se classificada como Imóvel de Interesse Público (Decreto n.º 95/78, DR, I Série, n.º 210, de 12-09-1978).

## Historial; características
A Igreja do Carmo constitui um dos mais importantes monumentos históricos da região algarvia. Foi fundada, em 1713, pelo Bispo D. António Pereira da Silva, no interior da cerca seiscentista. O Padre Frei Manuel da Conceição foi responsável pela conceção da igreja inicial, onde se fixou a Ordem Terceira de Nossa Senhora do Monte do Carmo. Após demolição da fachada e do corpo central iniciais, a partir de 1747 foi edificada uma nova construção, de maiores dimensões, pela qual foi responsável o mestre pedreiro Diogo Tavares (autor da traça arquitetónica e direção da construção). A obra prolongou-se no tempo, tendo o último piso sido executado em 1755. A torre poente foi terminada em 1878 e a do lado nascente ficou concluída no início do séc. XIX. A torre poente tem um carrilhão de 9 sinos, fundidos por Gregório José da Silva, em 1876, a partir do bronze dos quatro sinos iniciais.
A igreja apresenta uma só nave, com capela-mor e quatro capelas laterais. "Trata-se um bom exemplar da arquitectura barroca com a fachada simétrica ao estilo de D. João V. A frontaria apresenta de três tramos. O central mais largo, tem um vão de acesso ladeado por duas colunas coríntias, encimadas por fogaréus e com torcidos no fuste. De cada lado, um nicho sob baldaquino com as estátuas de Santa Elias e Santa Teresa". No interior, destaque-se o revestimento azulejar e, ainda, a talha dourada, realizada pelos melhores escultores da região, com relevo para os mestres Gaspar Martins, Manuel Martins e Miguel Nobre. Assinale-se ainda "a ornamentação da sacristia e da casa do despacho, a Capela dos Ossos, contígua à igreja (1816), bem como o acervo de imaginária da Procissão do Triunfo".

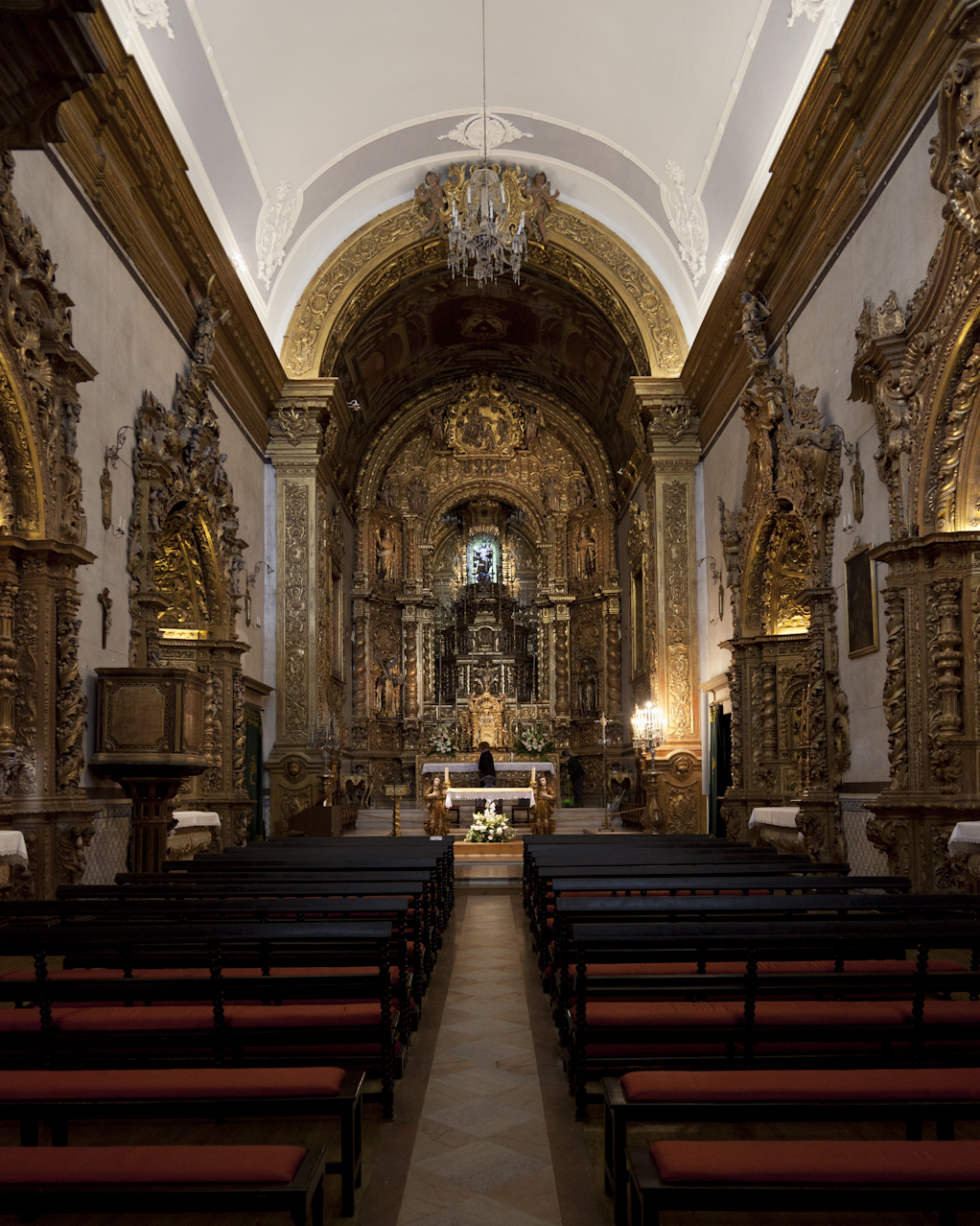
Interior da igreja
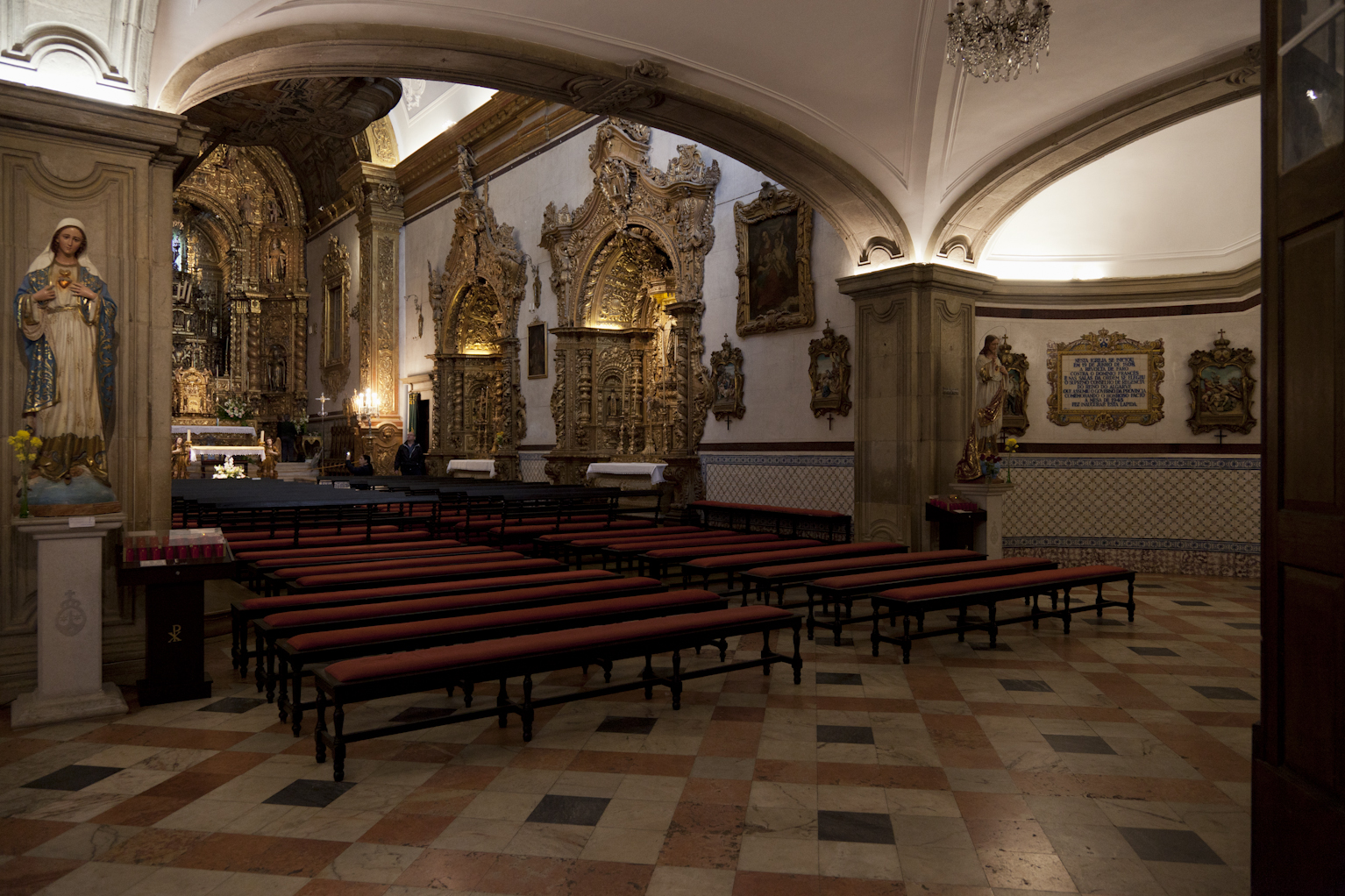
Interior da igreja
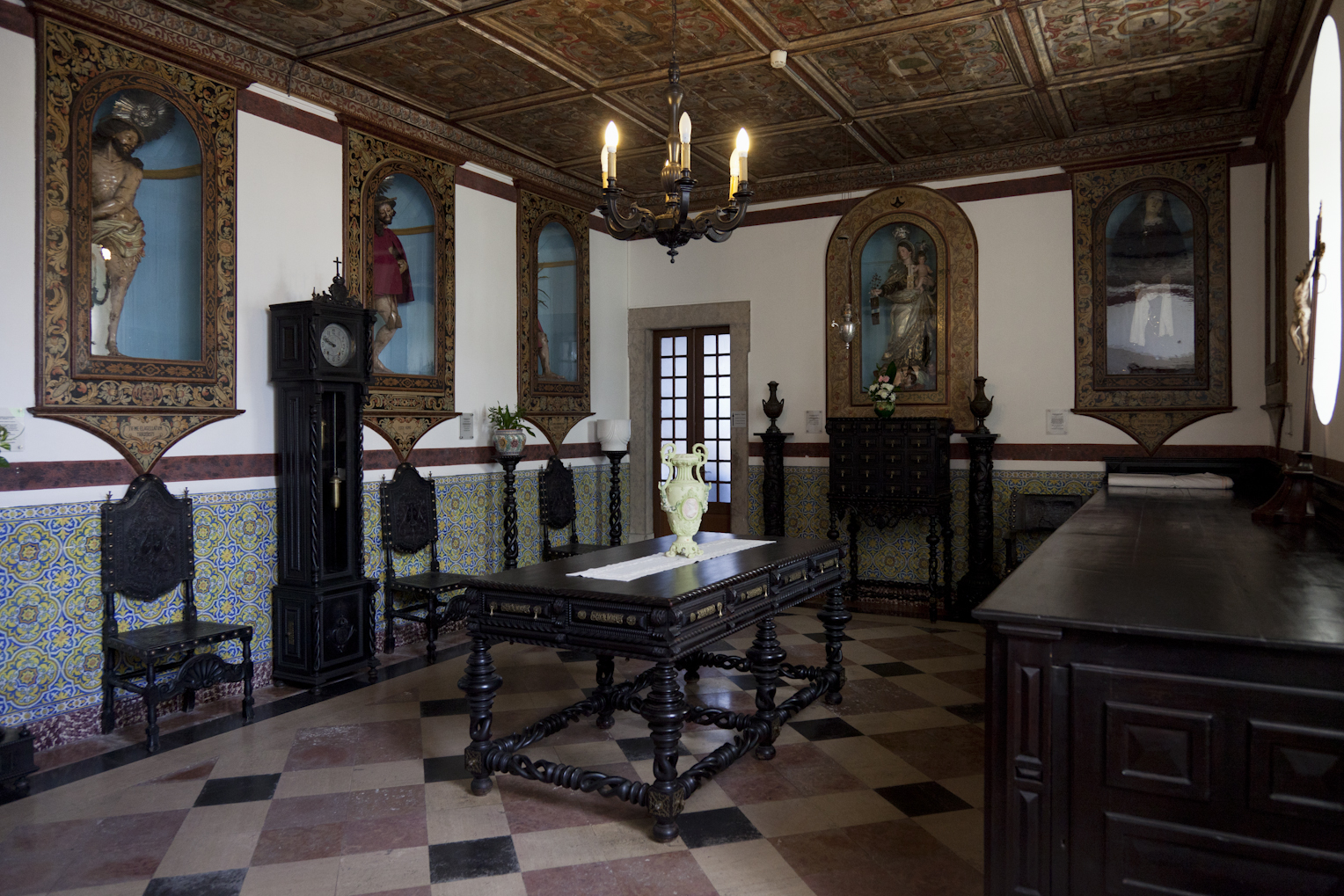
Sacristia